# Milanko Petrović
Pour les articles homonymes, voir Petrović.
Milanko Petrović (en serbe : Миланко Петровић), né le 21 septembre 1988 à Sjenica, est un biathlète et fondeur serbe.  
Il a représenté la Serbie aux Jeux olympiques d'hiver de 2010 et 2014.

## Biographie
Le serbe commence sa carrière internationale dans le biathlon en 2005 à la Coupe d'Europe junior. C'est lors de la saison 2007-2008 qu'il découvre la Coupe du monde et les Championnats du monde sénior. 
Il est sélectionné pour les Jeux olympiques d'hiver de 2010 à Vancouver.
En janvier 2013, il signe son premier résultat dans les points avec une 39e place au sprint d'Oberhof. C'est le premier biathlète de son pays à accomplir cette performance. En fin d'année, il améliore cette marque par une 31e place à Östersund. Il remporte ensuite la médaille d'or du sprint et celle de bronze à l'individuel à l'Universiade.
Aux Jeux olympiques d'hiver de 2014, porte-drapeau de la délégation serbe, il se classe 69e du sprint et 69e de l'individuel en biathlon.
En ski de fond, il est également actif depuis 2005, prenant part à différents circuits continentaux. Il n'obtient pas de résultats significatifs, jusqu'à sa huitième place sur une course FIS à Seefeld, où il finit huitième, qui le qualifie pour les Jeux olympiques de Sotchi 2014. Il remporte ensuite sa principale victoire à l'Universiade d'hiver de 2013, le dix kilomètres libre. Aux Jeux de Sotchi 2014, son meilleur résultat en ski de fond est une cinquantième place au skiathlon. Il annonce sa retraite sportive à la fin de la saison, décision motivée par le manque de soutien de sa fédération. Il fait son retour à la compétition en 2018-2019, mais ne continue pas sa carrière au-delà.

## Palmarès

### Jeux olympiques d'hiver

#### Biathlon
| Épreuve / Édition | Sprint | Poursuite | Individuel | Départ en masse | Relais | Relais mixte                     |
| Vancouver 2010    | —      | 81e       | 87e        | —               | —      | Épreuve inexistante à cette date |
| Sotchi 2014       | 69e    | 69e       | —          | —               | —      | —                                |

- — : pas de participation à l'épreuve.
- : épreuve inexistante lors de cette édition.

#### Ski de fond
| Épreuve / Édition | Sprint | Sprint                           | 15 km                            | 15 km     | Skiathlon 2 × 15 km | 50 km classique | Relais | Relais    |
| Épreuve / Édition | libre  | classique                        | libre                            | classique | Skiathlon 2 × 15 km | 50 km classique | Sprint | 4 × 10 km |
| Sotchi 2014       | 63e    | Épreuve inexistante à cette date | Épreuve inexistante à cette date | 77e       | —                   | 50e             | —      | —         |

- — : pas de participation à l'épreuve.
- : épreuve inexistante lors de cette édition.

### Championnats du monde de biathlon
Les Championnats du monde 2010 ne comportent que l'épreuve du relais mixte en raison des Jeux de Vancouver.
| Épreuve / Édition             | Individuel | Sprint | Poursuite | Départ en masse | Relais | Relais mixte |
| Mondiaux 2008 Östersund       | 102e       | 112e   | -         | -               | 24e    | -            |
| Mondiaux 2009 Pyeongchang     | 105e       | 111e   | -         | -               | 26e    | -            |
| Mondiaux 2011 Khanty-Mansiïsk | 87e        | 81e    | -         | -               | -      | -            |
| Mondiaux 2012 Ruhpolding      | 112e       | 65e    | -         | -               | -      | -            |
| Mondiaux 2013 Nové Město      | 88e        | 49e    | 47e       | -               | -      | -            |
| Mondiaux 2019 Östersund       | 91e        | DNF    | -         | -               | -      | -            |

### Coupe du monde
- Meilleur classement général : 85e en 2014.
- Meilleur résultat individuel : 31e.

#### Classements en Coupe du monde
| Année     | Classement général final | Sprint | Poursuite | Individuel | Mass start |
| 2012-2013 | 86e                      | 80e    | 72e       | -          | -          |
| 2013-2014 | 85e                      | 83e    | -         | 51e        | -          |

### Universiades

#### Biathlon
- Médaille d'or du sprint en 2013 au Trentin.
- Médaille de bronze de l'individuel en 2013.

#### Ski de fond
- Médaille d'or du dix kilomètres libre en 2013.